# Cherrytree Records
Cherrytree Records es un sello discográfico estadounidense de Interscope Records, fundada en 2005 por el productor Martin Kierszenbaum. El sello cuenta con una estación de radio en línea que se centra en el "pop alternativo". 

## Artistas actuales
- Mylène Farmer
- LMFAO
- Mohombi
- Far East Movement
- Kerli
- Keane (2009-)
- Natalia Kills
- Sting (2010-)
- The Police (2005-)
- Tokio Hotel
- Colet Carr
- Die Antwoord
- Ellie Goulding
- Feist
- Japanese Voyeurs
- Kate Nash
- La Roux
- Mt. Desolation
- Noah And The Whale
- Reema Major
- Robyn (2005-)
- Semi Precious Weapons
- The Feeling
- The Knux

## Artistas producidos previamente
- Cinema Bizarre
- Flipsyde
- Lady Gaga (se trasladó a Kon Live)
- Lindi Ortega
- Space Cowboy
- The Fratellis
- Tommy Sparks
- Yusek
- Frankmusik
- Destinee & Paris